# Stazione di Zambana
La stazione di Zambana è una stazione ferroviaria della linea Trento-Malé-Mezzana inaugurata nel 1964 in sostituzione della preesistente tranvia, a servizio dell'omonimo comune.

## Storia
Nei primi anni duemila si decise di interrare il tratto ferroviario tra Lavis e Zambana, sostituendo la fermata di Zambana-Pressano, in superficie e ad unico binario, con una stazione sotterranea. Nel 2005 iniziarono i lavori per l'interramento.
Il 6 settembre 2007 fu inaugurato il nuovo impianto.

## Strutture e impianti
La gestione degli impianti è affidata a Trentino Trasporti.
La stazione è sotterranea in quanto si trova all'inizio, lato Marilleva, del tratto interrato Lavis-Nave San Felice. Dispone di due binari di cui il primo è riservato ai treni verso Trento, o quelli che non fermano presso questa stazione, mentre il secondo è dedicato alle corse dirette a Mezzolombardo, Malé e Mezzana.
L'accesso ai binari da parte dell'utenza è garantito da alcune scale e da un ascensore.
Le pensiline a protezione delle scale sono costruzioni moderne in vetro e cemento. È presente un fabbricato che ospita i servizi igienici attrezzati anche per i disabili.
Al piano del ferro ci sono due sale di attesa, una per binario, e qualche monitor che visualizza gli arrivi, le partenze e gli eventuali ritardi dei treni.
A livello stradale, nella piccola piazza, sono presenti alcune panchine ed un monitor per l'attesa all'esterno dalla galleria.

## Servizi
La stazione dispone di:
- Servizi igienici
- Sala di attesa